# Janine Flock
Janine Flock (* 25. Juli 1989 in Hall in Tirol) ist eine österreichische Skeletonpilotin. Die Heeressportlerin nahm bislang dreimal an Olympischen Winterspielen teil (Rang 9 in Sotschi 2014, Rang 4 in Pyeongchang 2018, Rang 10 in Beijing 2022), gewann zweimal den Skeleton-Weltcup, wurde 2016 Vize-Weltmeisterin und ist dreifache Europameisterin.

## Leben
Janine Flock stammt aus Rum. Sie begann 2004 mit dem Skeleton-Sport und gehört seit 2006 dem Nationalkader an. Flock wird von Matthias Guggenberger trainiert.
Bei den Juniorenweltmeisterschaften 2006 belegte sie den 22. Rang. Im November des Jahres gab sie ihr Debüt im Skeleton-Europacup. In Igls wurde sie 16. Im Jahr darauf schaffte sie ihren internationalen Durchbruch mit mehreren Top-Ten-Platzierungen im Europacup. Bestes Ergebnis war der zweite Platz hinter Jelena Judina beim zweiten Rennen der Saison 2007/08 in Winterberg. In der Gesamtwertung des Wettbewerbs wurde sie Fünfte. Bei den Juniorenweltmeisterschaften 2008 in Igls belegte sie den 14. Platz, bei ihrer ersten Skeleton-Weltmeisterschaft in Altenberg den 22. In der Saison 2008/09 startete Flock im Skeleton-Intercontinentalcup, ohne jedoch häufiger nennenswerte Platzierungen zu erreichen.
Im Intercontinentalcup 2009/10 erreichte sie in Park City als Sechstplatzierte erstmals ein Top-Ten-Ergebnis. Zum Auftakt des Weltcup 2010/11 debütierte Flock in Whistler im Skeleton-Weltcup und wurde dort 13. In ihrem dritten Weltcuprennen in Park City wurde sie Achte. Auch 2011/12 startete sie im Weltcup und erreichte als beste Platzierung erneut einen achten Rang, 2012/13 wurde sie in Igls Vierte, was in der gleichzeitig ausgetragenen Wertung aller Europäerinnen Rang 3 und damit die erste EM-Medaille für Janine Flock bedeuten sollte. Viele weitere Medaillen bei Großereignissen sollten folgen.
In der Saison 2013/14 konnte sie ihre ersten Podestplätze erreichen und wurde zweimal Zweite sowie einmal Dritte; in der Gesamtwertung wurde sie Vierte. Bei der Skeleton-Europameisterschaft 2014 in Königssee holte Flock den EM-Titel. Als Mitglied des österreichischen Teams nahm sie an den Olympischen Winterspielen 2014 in Sotschi (Russland) teil und belegte den neunten Rang.
In den Weltcup 2014/15 startete sie mit einem dritten Platz in Lake Placid; im Jänner 2015 konnte sie in St. Moritz ihren ersten Sieg im Weltcup feiern. Bei der Skeleton-Europameisterschaft 2015 gewann sie Silber. Sie belegte insgesamt vier Podestplätze und gewann die Gesamtwertung im Weltcup vor Vorjahressiegerin Elizabeth Yarnold sowie Tina Hermann. Bei der Skeleton-Weltmeisterschaft 2015 in Winterberg wurde Flock Sechste.
Anfang Februar 2016 gewann sie in St. Moritz ihr zweites Weltcup-Rennen und wurde gleichzeitig zum zweiten Mal Europameisterin. Bei der anschließenden Weltmeisterschaft auf ihrer Heimbahn in Igls gewann sie Bronze mit dem Team und Silber im Einzel hinter Tina Hermann. Flock holte damit die erste Medaille für Österreich in einem Frauen-Rennen bei Skeleton-Weltmeisterschaften.
Im Weltcup 2016/17 feierte sie nach einem 11. Platz zum Saisonstart ihren dritten Weltcupsieg beim zweiten Rennen in Lake Placid und wurde Vierte im Weltcup. Bei der Europameisterschaft 2017 gewann sie ihre dritte EM-Silbermedaille. In der folgenden Saison siegte sie in zwei der Rennen des Weltcups 2017/18 und belegte nach acht Rennen Platz sechs. Bei der Europameisterschaft 2018 in Igls wurde sie Dritte.
Als Teil des österreichischen Teams nahm sie im Februar 2018 an den XXIII. Olympischen Winterspielen in Pyeongchang teil, wo sie nach drei der vier Läufe im Skeleton-Bewerb zunächst in Führung lag, nach dem vierten Rennen aber mit 0,02 Sekunden Rückstand auf die Dritte den vierten Platz belegte.
Am 18. Jänner 2019 wurde Flock bei der Heim-EM in Igls zum dritten Mal Europameisterin.
In der Saison 2020/21 holte Flock drei Weltcupsiege (zwei in Sigulda, einen daheim in Innsbruck-Igls) und gewann die Weltcup-Gesamtwertung zum zweiten Mal.
Janine Flock trainiert im Olympiazentrum Campus Sport Tirol Innsbruck. Als Heeressportlerin trägt sie derzeit den Dienstgrad Zugsführer.
Sie präsentierte sich in der März-Ausgabe 2022 (Olympia-Ausgabe) des deutschen Playboy wie auch die deutsche Bobfahrerin Lisa Buckwitz mit einer Akt-Fotostrecke.